# Ázsiai Fejlesztési Bank
Az Ázsiai Fejlesztési Bank (Asian Development Bank, ADB) egy 1968-ban alapított fejlesztési bank, melynek működési területe Ázsia és a csendes-óceáni térség. Az országok fejlődését kölcsönök és technikai támogatás útján segíti. Ez egy nemzetközi fejlesztési pénzügyi intézmény, melynek 66 tagja közül 47 a régióban, 19 más kontinenseken található. Az ADB célja egy szegénységmentes terület kialakítása. Célkitűzése szerint segít csökkenteni a régió szegénységét és növelni állampolgárainak jóllétét.
Az Ázsiai Fejlesztési Bank feladata a működési területén élők segítése, főleg annak az 1,9 milliárd embernek, aki napi 2$ alatt kell megélnie. Az eddig elért sikerek ellenére a világ szegényeinek kétharmada ebben a régióban él.

## Szervezete
A legfőbb döntéshozó testület az Igazgatók Tanácsa, ahova minden tag egy képviselőt küld. Saját maguk közül választják a 12 fős Irányító Tanácsot, tagjai közül nyolcat a régióból, négyet a többi tagállamból választanak.
Szintén az Igazgatók Tanácsa választja meg az elnököt, aki ennek a tanácsnak az elnöke, és az ADB vezetője. Ötéves időtartamra választják, de ha meg vannak vele elégedve, akkor újraválasztható. Ezt a posztot tradicionálisan japán delegált tölti be, mivel Japán a legnagyobb térségbeli részvényese a banknak.
A bank központja: Fülöp-szigetek, Metro Manila, Mandaluyong ADB út 6. AKirendeltségei a világ minden táján megtalálhatóak. 53 országból 2400 alkalmazottja van, több mint fele filippinó.

## Emlékezetes ADB beruházások
- Transz-Afganisztáni csővezeték
- Földrengés-és cunami-előrejelző rendszer Indonéziában.
- Nagy-Mekong Regionális Program

## Hatásosság
Az ADB Vizet Mindenkinek programját kritizálta a WaterAid civilszervezet, hogy a szegényebb rétegeket kirekesztik.

## Tagállamok
Zárójelben az ország neve után a csatlakozás dátuma olvasható.

### Ázsiai és Csendes-óceáni régió
| Afganisztán (1966) Örményország (2005) Ausztrália (1966) Azerbajdzsán (1999) Banglades (1973) Bhután (1982) Brunei (2006) Kambodzsa (1966) Kína (1986) Cook-szigetek (1976) Fidzsi-szigetek (1970) Hongkong (1969) India (1966) Indonézia (1966) Japán (1966) Kazahsztán (1994) | Kiribati (1974) Dél-Korea (1966) Kirgizisztán (1994) Laosz (1966) Malajzia (1966) Maldív-szigetek (1978) Marshall-szigetek (1990) Mikronézia (1990) Mongólia (1991) Myanmar (1973) Nauru (1991) Nepál (1966) Új-Zéland (1966) Pakisztán (1966) Palau (2003) Pápua Új-Guinea (1971) | Fülöp-szigetek (1966) Szamoa (1966) Szingapúr (1966) Salamon-szigetek (1973) Srí Lanka (1966) Tajvan (1966) Tádzsikisztán (1998) Thaiföld (1966) Kelet-Timor (2002) Tonga (1972) Türkmenisztán (2000) Tuvalu (1993) Üzbegisztán (1995) Vanuatu (1981) Vietnám (1966) |

### Más régiókból
| Ausztria (1966) Belgium (1966) Kanada (1966) Dánia (1966) Finnország (1966) Franciaország (1970) | Németország (1966) Írország (2006) Olaszország (1966) Luxemburg (2003) Hollandia (1966) Norvégia (1966) Portugália (2002) | Spanyolország (1986) Svédország (1966) Svájc (1967) Törökország (1991) Egyesült Királyság (1966) USA (1966) |